# Swords and Hearts
Swords and Hearts aus dem Jahr 1911 ist einer aus einer ganzen Reihe unzusammenhängender US-amerikanischer Stummfilme des Regisseurs D. W. Griffith, die den Sezessionskrieg behandeln. Der Film wurde am 28. August 1911 veröffentlicht. 

## Handlung
Jennie, die Tochter der armen Bakers verehrt insgeheim Hugh, den Sohn eines wohlhabenden Tabakpflanzers, wohingegen dieser Irene, die berechnende Tochter einer sozial gleichgestellten Familie liebt. Während des Amerikanischen Bürgerkrieges bewahrt ihn Jennie unerkannterweise vor der Gefangennahme durch feindliche Unionssoldaten. Das väterliche Anwesen wird durch Guerillakämpfer geplündert und niedergebrannt. Infolgedessen verlässt ihn Irene zugunsten eines Unionsoffiziers. Die arme Jennie gesteht Hugh ihre Liebe, und der treue Hausdiener übergibt ihnen das von ihm in Sicherheit gebrachte Familienvermögen.

## Hintergrund
Der Film wurde in Fort Lee und in der näheren Umgebung gedreht.